# 浅貝村
浅貝村（あさかいむら）は、かつて新潟県南魚沼郡にあった村。

## 沿革
- 1889年（明治22年）4月1日 - 町村制施行に伴い南魚沼郡浅貝村が村制施行し、浅貝村が発足。
- 1901年（明治34年）11月1日 - 南魚沼郡二居村と合併し、三国村となり消滅。